# 野仲美貴
野仲 美貴（のなか みき、1978年3月25日 - ）は、日本のタレント。千葉県柏市出身。エキサイティングトリガー所属。
本名:加藤 泰代(かとう やすよ)。

## 人物・来歴
雑誌「オリーブ」の読者モデルを始め、その後芸能界入り。
佐伯しのという芸名でデビュー、CMやグラビアなどで活動し、1st写真集「miss you」を出版。
現在の野仲美貴に改名後、「特命リサーチ200X」（NTV系）や「王様のブランチ」（TBS）のリポーターとして活躍。2002年には、ポニーキャニオンの第11期「ファイブスターガール」に選ばれ、1stDVD「ひろいもの」をリリース。
2004年4月から「めざましテレビ」（フジテレビ系）のめざまし調査隊リポーターで活躍していたが、2005年9月にやらせが発覚、コーナーが打ち切りとなり降板を余儀なくされる。しかし、1ヶ月後に「ノナカッチの1000チメンタルジャーニー」（金曜日05:49頃～放送）で番組に復帰。2006年3月まで続き、4月から9月まで「とうきょう見聞録」（金曜日06:14頃～放送、7月からは火曜日）を担当した。
愛称は「のなかっち」「みきみき」「美貴姉」など。本人は自分のことを「のなかっち」と呼ぶことが多いが、王様のブランチでは一度も使われたことがなく、「美貴姉」と呼ばれることが多かった。
2007年3月25日、29歳の誕生日に入籍。前日の24日に結婚式を挙げた。
2008年9月18日、自身のブログで妊娠したことを発表。翌年2月に出産予定で、芸能活動を休止することになった。

## テレビ
- ラ＊ドルヤ（1998年10月 - 1998年12月、フジテレビ）
- NBAまにあ（1999年11月 - 2000年、TBS） 現地リポーター
- アナザヘヴン～eclipse～（2000年04月 - 2000年6月、テレビ朝日）
- 明石家マンション物語（2001年1月 - 2001年9月、フジテレビ） 大部屋コーナーレギュラー、キャッチフレーズは「小芝居娘・野仲」
- 王様のブランチ（2001年10月 - 2003年10月、TBS）
- まもなくHEY!HEY!HEY!（2002年10月 - 2007年3月、BSフジ） ナビゲーター
- めざましテレビ（2004年04月 - 2005年9月、2005年10月 - 2006年9月、フジテレビ） めざまし調査隊レポーターなど
- Campus Link（2007年01月 - 2007年3月、東京MXテレビ） アシスタント
- 2時っチャオ!（2007年04月 - 2009年3月、TBS）

## ネット
- DS通信（フジテレビHP内コンテンツ）
- 永昌源「野仲美貴のアプリコット・キッチン」ナビゲーター

## DVD
- ひろいもの（ポニーキャニオン第11期「ファイブスターガール」）

## 書籍

### 写真集
- miss you（佐伯しの名義）